# 梅斯 (威斯康辛州)
梅斯（英語：Metz）是美國威斯康辛州一個非建制地區，由沃沙拉縣以及溫納貝戈縣共同管轄，海拔高度為237米（778英尺）。當地位於沃沙拉縣布魯姆菲爾德鎮（Bloomfield）費利蒙村（Fremont）以南約6.5英里（10.5），並鄰近沃爾夫河（Wolf River）。